# Anopheles smaragdinus
Anopheles smaragdinus är en tvåvingeart som beskrevs av Bianca L. Reinert 1997. Anopheles smaragdinus ingår i släktet Anopheles och familjen stickmyggor. Inga underarter finns listade i Catalogue of Life.